# 斑疱黑粉菌
斑疱黑粉菌（学名：Ustilago pustulata）是属于黑粉菌目黑粉菌科黑粉菌属的一种真菌，寄生在蓼属植物上。该种分布于中国、格鲁吉亚、挪威、芬兰、俄罗斯、波兰、德国、奥地利、法国、意大利、斯洛伐克、罗马尼亚等地。